# Sedenia
Sedenia là một chi bướm đêm thuộc họ Crambidae.